# いとしいキミ (曲)
「いとしいキミ」は、PAMELAHの8枚目のシングル。

## 概要
表題曲は、スズキ「New Jimny」コマーシャルソングおよびテレビ朝日系『陽気にカプチーノ』のエンディングテーマ。

## 収録曲
1. いとしいキミ
作詞：水原由貴　作曲・編曲：小澤正澄
2. yeah happiness!
作詞：水原由貴　作曲・編曲：小澤正澄
3. いとしいキミ (original karaoke)